# 고용필
고용필(1991년 3월 13일 ~)은 대한민국의 전 축구 선수이자, 현재 성동구 구의원이다. 2010년 더찬스에서 국내 우승을 달성해 문선민, 유환희와 함께 세계 유망주 100인 안에 든 바 있다.

## 학력
- 한양대학교 대학원 글로벌스포츠산업학과 박사과정
- 세종대학교 산업대학원 스포츠산업학 석사

## 경력
- 성동구체육회 이사 (2021~)
- 성동스포츠 사회적협동조합 대표 (2019~)
- 성동구풋살연맹 회장 (2017~)